# 1389 (удружење)
Удружење грађана 1389 основано је почетком октобра 2004. Тренутно постоје две организације које у називу имају речи покрет 1389, једна је Покрет 1389 а друга Српски народни покрет 1389.

## Историја
Покрет је најпре носио назив „1389“, а први председник био је Радојко Љубичић. Касније је покрет преименован у „Покрет ‘1389’“. Покрет се представљао као „Српски народни покрет ‘1389’“. Године 2008, Миша Вацић и још неколико чланова су напустили покрет, а 2010. су регистровали нови покрет — „СНП 1389“. „СНП 1389“ негира да је икада дошло до расцепа у покрету, и тврди да је Љубичић смењен у децембру 2008, и да је од тада злоупотребљавао име покрета.
„СНП 1389“ се накратко ујединио са покретом Наши из Аранђеловца, а назив новог удружења је био Српски народни покрет Наши „1389“. Уједињење је објављено крајем августа 2010, међутим у јуну 2011. године услед, како су из покрета навели, „притиска власти на њихове активисте и симпатизере“, дошло је до поновног раздвајања ове две организације на Српски народни покрет 1389 и на Српски народни покрет Наши.
Маја 2013. године основан је и Српски народни покрет 1389 Република Српска са сједиштем у Фочи који са СНП 1389 у Србији чини једну цјелину.

## Идеологија и Основна начела

### СНП 1389.
Српски народни покрет 1389 као свој основни циљ наводи ослобођење и уједињење свих „српских земаља“ у које, поред Србије, убраја и Црну Гору, Македонију, Босну и Херцеговину, простор некадашње Републике Српске Крајине са проширењима и северни део Албаније. Поред тога, покрет као своје циљеве истиче социјалну правду која се, по њима, треба остварити национализацијом предузећа које су купиле стране компаније, и сарадњу са Русијом и земљама организације БРИКС.
Покрет као своја основна начела истиче родољубље, православну веру, слогу, очување чистоте и богатства српског језика, ћирилично писмо, породичне вредности, државни суверенитет и територијалну недељивост Србије, а супротставља се Секташтву и унијаћењу, наркоманији, геј покрету, криминалу и корупцији.

## Деловање

### Покрет 1389.
Активисти „Покрета 1389“ лепили су у Булевару АВНОЈ-а плакате са натписом Булевар Ратка Младића, четири дана након што је одлучено да се тај булевар преименује у Булевар Зорана Ђинђића. Председник покрета Радојко Љубичић изјавио је да акција није била усмерена против покојног Зорана Ђинђића, већ против људи који злоупотребљавају његово име у политичке сврхе.

### СНП 1389.
Дана 19. септембра 2008. група од око 20 младића са хируршким маскама и капуљачама напала је учеснике Квир фестивала који су излазили из клуба „Рекс“ у Београду. Том приликом повређено је троје учесника фестивала. Један амерички држављанин задобио је прелом руке и потрес мозга, а повређене су и две девојке из Србије. Полиција је ухапсила два нападача. Годину дана касније, приликом подношења захтева за забрану, Републичко јавно тужилаштво навело је овај догађај као најозбиљнији инцидент у којем су учествовали припадници покрета. Према наводима тужилаштва, међу ухапшенима је био и Миша Вацић, у чијем стану су пронађени пиштољ, муниција, панцир и фантомке.
Покрет је за 11. јул 2010, на годишњицу масакра у Сребреници, најавио окупљање у центру Београда под називом „Срећан 11. јул, дан ослобађања Сребренице", међутим Министарство унутрашњих послова је забранило скуп
. Поред Српског Народног Покрета "1389" организатор овог скупа је било и удружење "Наши" из Аранђеловца.
Ова акција протумачена је од многих као изругивање жртвама масакра и Сребреници.
Српски народни покрет 1389 отворено негира да се у Сребреници догодио геноцид.
СНП Наши 1389 оптужио је ЛДП да је у једној основној школи злоупотребила децу у политичке сврхе (2. јануар 2011.)
Реагујући на изјаву Телевизије Б92 да шире антисемитизам и мржњу против јеврејског народа, чланови СНП 1389 покушали су да одрже ненајављен протест испред зграде Телевизије Б92, али је полиција прекинула скуп и ухапсила 25 чланова СНП 1389, од којих је њих четворо осуђено на 15 дана затвора.
„Протест подршке генералу Младићу“ —Протест против хапшења Генерала Ратка Младића у заједничкој организацији са Радикалима, Образом и Дверима (28. маја 2011.)
На каменом мосту у Крагујевцу исписани су графити који позивају на протеривање хомосексуалаца из Србије, и потписани су са СНП 1389, међутим портпарол СНП 1389 Миша Вацић се јавно оградио од овог догађаја.
Српски народни покрет Наши 1389 започео је 2011. са прикупљањем потписа за пререгистрацију у политичку партију.
Програм СНП 1389 представљен је на Сретење 15. фебруара у Орашцу у Марићевића јарузи на месту на ком подигнут Први српски устанак.
У мају 2011. године објављено је да је половина градског одбора Српске напредне странке у Лесковцу прешла у Српски народни покрет Наши 1389, и да ће у Лесковцу формирати градски одбор СНП Наши 1389.
СНП 1389 је у мају 2012. предао своју изборну листу за локалне изборе на Новом Београду.

## Захтев за забрану
Крајем септембра 2009, Републичко јавно тужилаштво најавило је да ће на иницијативу Министарства правде затражити од Уставног суда Србије забрану дјеловања Покрета "1389". Дана 25. септембра 2009. године, републички јавни тужилац Слободан Радовановић поднео је и званично захтев Уставном суду Србије за забрану организација Образ и Покрет "1389". Поступак за забрану ових организација тренутно је у току пред Уставним судом.
Захтев за забрану био је поднет само против мање фракције „Покрета 1389“, док „СНП 1389“ на челу са Мишом Вацићем, није био обухваћен захтевом за забрану. У новембру 2011, Републичко јавно тужилаштво повукло је првобитни захтев и поднело нови проширени захтев за забрану којим су обухваћена и удружења „СНП 1389“ и „Наши“ из Аранђеловца.
Уставни суд је 14. новембра 2012. године одбио захтев за забрану удружења „СНП 1389“, „СНП НАШИ 1389“, као и удружења „НАШИ“ из Аранђеловца.